# کاروتنوئید
کاروتنوئیدها (به انگلیسی: Carotenoid) دسته‌ای از رنگیزه‌ها هستند که در جذب نور در گیاهان نقش بسیار مهمی دارند.
از کاروتنوئیدهای مشهور می‌توان به بتاکاروتن، آلفا کاروتن، لیکوپن، لوتئین و زانتوفیل اشاره کرد. بتاکاروتن C۴۰H۵۶ و آلفاکاروتن باعث رنگ نارنجی هویج، لیکوپن باعث رنگ قرمز گوجه‌فرنگی و آستاگزانتین نیز سبب رنگ قرمز یا صورتی خرچنگ‌ها و ماهی سالمون می‌شود.

## ساختار
کاروتنوئیدها شامل دو دسته از ترکیبات هستند:
1. هیدروکربن‌های غیر اشباع محلول در چربی که تحت عنوان کاروتن‌ها نامیده می‌شوند. کاروتن‌ها فاقد اکسیژن هستند.
2. هیدروکربن‌های غیر اشباع محلول در چربی که به صورت اکسید شده درآمده‌اند و تحت عنوان زانتوفیل‌ها نامیده می‌شوند. برخلاف کاروتن‌ها، زانتوفیل‌ها حاوی اکسیژن هستند.

## نقش کاروتنوئیدها در فتوسنتز
رنگدانه‌های کاروتنوئید دو وظیفه بر عهده دارند: جمع‌آوری انرژی که می‌تواند در فتوسنتز مورد استفاده قرار گیرد و محافظت از تخریب کلروفیل از تخریب نوری در مواقعی که شدت نور زیاد است.

## عملکرد
بعضی از کاروتنوئیدها مخصوصاً بتا کاروتن نقش پیش ساز ویتامین A را ایفا کرده و در بدن تبدیل به ویتامین A می‌شوند. ازآنجا که افزایش مصرف غذاهای غنی از کاروتنوئیدها با کاهش خطر ابتلا به بعضی از بیماری‌های تخریبی همراه است چنین برمی آید که این مواد در بهبود عملکرد سیستم ایمنی نقش ویژه‌ای را ایفا می‌کنند. حتی این احتمال وجود دارد که کاروتنوئیدها به عنوان آنتی‌اکسیدان‌های ویژه نقش مؤثری در جلوگیری از ابتلا به سرطان داشته باشند.
در موجودات فتوسنتز oxygenic، به‌طور خاص گیاهان و سیانو باکتری‌ها، کاروتینوئید β-کاروتن نقش حیاتی در مرکز واکنش فتوسنتزی دارند که، به دلایل مکانیک کوانتومی ناشی از تقارن این مولکول، برای مکانیسم photoprotection در برابر اکسیداسیون خودکار نقش ایفا می‌کند. آن‌ها همچنین در فرایند انتقال انرژی شرکت کنند. در موجودات غیر فوتوسنتز، مانند انسان، کاروتنوئیدها به مکانیسم جلوگیری از اکسیداسیون مرتبط شده‌اند.

## عوارض ناشی از کمبود
نتایج یک تحقیق نشان می‌دهد که کمبود کاروتنوئیدها با تغییرات پوستی همچون آکنه و التهاب مرتبط است. هر چند این تغییرات مضر هستند اما تهدیدی برای سلامتی محسوب نمی‌شوند. البته این مسئله باید توسط تحقیقات دیگر به تأیید برسد تا حداقل مشخصی برای مقدار مصرف روزانه این مواد وضع شود.

## مصارف پزشکی
کانتاگزانتین و بتاکاروتن به صورت دارویی برای درمان یک نوع بیماری نادر پوستی موسوم به Erythropoietic Porphyria استفاده می‌شود. بیماری که در آن پوست حساسیت شدیدی نسبت به نور خورشید از خود نشان می‌دهد.

## ویژگی‌ها
کاروتنوئیدها نسبت به عوامل محیطی و مواد حساس هستند، مثل نور (مخصوصاً اشعهٔ خورشیدی و UV)، گرما، اکسیژن (از هوا)، پراکسیدها (از حلال‌ها) و اسیدها (که می‌توانند به عنوان عوامل اکسنده عمل کنند). عمل اکسایش و واکنش‌های ایزومراسیون، تغییر ساختمان مولکولی و تغییرات رنگ، نمونه‌هایی از عواملی هستند که می‌توانند توسط عوامل فوق تحریک شوند. تجزیه و آنالیز کاروتنوئیدها، و گاهی نگهداریشان در حلالهای خالص و ذخیره کردن کاروتنوئید تحت فشار جو نیتروژن، در درجه حرارت پایین و در غیاب نور برای کم کردن تجزیه آن‌ها مفید است.
کاروتنوئیدها به وسیله گیاهان، قارچ‌ها و میکروارگانیسم‌ها تولید می‌شوند. مقدار تولید کل کاروتنوئیدها در سال توسط موجودات یادشده، ۱۰۰۰۰ کیلوگرم می‌باشد. این در حالی است که کاروتنوئیدها در بدن مهره‌داران ساخته نمی‌شوند و باید از طریق جیره غذایی در دسترس این حیوانات قرار گیرند. کاروتنوئیدها وظایف فیزیولوژیکی مختلفی را در بدن بر عهده دارند که از آن جمله می‌توان به خاصیت جذب نور، خاصیت آنتی‌اکسیدانی و تقویت سیستم ایمنی در مقابل بیماری‌های مختلف، اشاره نمود. از نظر قابلیت تولید رنگ، کاروتنوئیدها اهمیت اقتصادی دارند به‌طوری‌که موفقیت تولید مثلی پرندگان وحشی و در نتیجه بقای این پرندگان تا حد زیادی به وجود کاروتنوئیدها در بدن آن‌ها بازمی‌گردد. علاوه بر این، رنگ زرده تخم مرغ و رنگ مطلوب گوشت، دو صفت اقتصادی می‌باشد که در حفظ کیفیت این محصولات می‌تواند نقش مؤثری را داشته باشد. قابلیت ذخیره شدن کاروتنوئیدها در بافت‌های بدن پرنده به قابلیت هضم، جذب و متابولیسم آن‌ها بازمی‌گردد. نکته حائز اهمیت در این ارتباط آن است که حیوانات مختلف قادر به جذب انواع مختلفی از کاروتنوئیدها می‌باشند.